# Nick James (Schauspieler)
Nick James ist ein britischer Schauspieler. Er besucht derzeit das St Dunstan’s College in London. Bekannt wurde er durch die Hauptrolle in der Familien- und Comedyserie Hank Zipzer, die er seit 2014 innehat. Seine ersten Schauspielerfahrungen sammelte er 2012 in zwei Folgen der Serie Silent Witness, im Jahr darauf war er noch in der Miniserie The White Queen zu sehen.

## Filmografie
- 2012: Silent Witness (Fernsehserie, 2 Folgen)
- 2013: The White Queen (Miniserie)
- seit 2014: Hank Zipzer (Fernsehserie)
- 2016: Hank Zipzer's Christmas Catastrophe (Fernsehfilm)